# Elf Onkel
Elf Onkel  ist eine deutsche Verfilmung der Amletus-Sage unter der Regie von Herbert Fritsch. Das brutale Rachestück, das der Mönch Saxo Grammaticus († 1220) verfasste, diente auch William Shakespeare für seinen Hamlet als Vorlage. 2008 schrieben Herbert Fritsch und Sabrina Zwach das Drehbuch für eine Hamletverfilmung, basierend auf diesem Stoff. Herbert Fritsch setzte dieses Buch im selben Sommer filmisch um. Die Presse beschrieb den Film mit „Achternbusch auf LSD“. Am 17. März 2010 hatte der Film Premiere an der Volksbühne Berlin. Die DVD des Films erschien am 11. November 2011 bei der Filmgalerie 451.

## Handlung
Entstanden ist ein Film, der die Geschichte des jungen dänischen Prinzen beschreibt, der den Mord seines Vaters durch dessen Bruder hinnehmen muss und danach die unheilvolle Beziehung seiner Mutter mit seinem Onkel, diesem Bruder und Mörder des Vaters. Der junge Prinz beschließt, Rache zu nehmen: sich verrückt stellend, will er den Mord an seinem Vater aufklären, der ihm kurz vor seinem Tod gesagt hatte, wer ihn ermordete. Hamlet reist für ein Jahr nach England und kommt zur Tötung der 11 Onkel und zur Rettung der Mutter zurück.

## Stilmittel
Der Onkel, Brudermörder, vervielfältigt sich als Symbol des Bösen im Laufe des Films. Herbert Fritsch spielt den Onkel, spielt am Ende 11 Onkel und wird so zur titelgebenden Figur. Fritsch setzt nicht auf das gesprochene Wort, nicht auf die Regeln und Gesetzmäßigkeiten des Filmemachens, sondern sucht nach einer neuen Formsprache, nach ungewohnten Bildern und vor allem nach außergewöhnlichen Ansätzen der Narration. Beeinflusst von der Malerei des Barock, sucht Fritsch Spielweisen und Bilder für die Elf Onkel.